# Deidt
 Deidt  va ser un constructor estatunidenc de cotxes de competició.
Deidt va competir al campionat del món de la Fórmula 1 a 3 temporades, les dels anys 1950, 1951 i 1952.
Va disputar només la cursa del Gran Premi d'Indianapolis 500, no competint a cap més prova del campionat del món de la F1.

## Resultats a la F1
| Temporada | Pilot             | Classificació | Punts | Retirada         | Resultats |
| --------- | ----------------- | ------------- | ----- | ---------------- | --------- |
| 1950      | Tony Bettenhausen | Comp.         | 1     | Pressió rodes    | Resultats |
| 1950      | Bill Holland      | 2             | 6     |                  | Resultats |
| 1950      | Mauri Rose        | 3             | 4     |                  | Resultats |
| 1951      | Mack Hellings     | Ret           |       | Motor            | Resultats |
| 1951      | Mauri Rose        | Ret           |       | Accident         | Resultats |
| 1951      | Duane Carter      | 8             |       |                  | Resultats |
| 1951      | Tony Bettenhausen | Ret           |       | Virolla          | Resultats |
| 1952      | Tony Bettenhausen | Ret           |       | Pressió de l'oli | Resultats |

## Palmarès a la F1
- Curses: 3
- Victòries: 0
- Podiums: 2
- Punts: 11